# Alessandra Bueno
Alessandra Camila Bueno Fontaine (21 de noviembre de 1991) es una modelo panameña y campeona de un concurso de belleza que ganó el título de Miss Panamá Mundo 2016 para el concurso Miss Mundo 2016.

## Biografía
La elección de Señorita Panamá Mundo 2016 se llevó a cabo anoche en el Grand Ballroom del Hotel Trump International en la Ciudad de Panamá. La ganadora es la oriunda de la Ciudad de Panamá, quien fue coronada por la representante del año pasado en Miss Mundo en Sanya, Diana Jaén. Alessandra representó a Panamá en el certamen Miss Mundo 2016 pero Unplaced.